# 油漬搖滾
油漬搖滾，又譯垃圾搖滾、頹廢搖滾（英語：Grunge，亦被稱Seattle sound、西雅圖之聲），是一种隸屬於另類搖滾的音樂流派与亞文化類別，起源於1980年代中期美國西岸的華盛頓州，特別是西雅圖一帶。早期的油漬搖滾運動是圍繞著西雅圖獨立唱片廠牌Sub Pop（地下流行）與該地區的地下音樂場景而展開的。Sub Pop別出心裁地對外界宣傳這種“西北龐克”風格的流派，同時鼓勵媒體將之稱爲“Grunge”（即“垃圾”之意），最終指向一種將龐克與重金屬混合的音樂風格。
油漬搖滾是一個將另類搖滾、噪音搖滾、硬核龐克和重金屬混合的樂派（雖然一些樂團會著重于其中某一種或幾種風格），普遍使用猛烈的失真電吉他作演出，與歌曲力度、淡漠或滿斥憂慮的歌詞形成強烈對比。和其他流派一樣，一個油漬搖滾樂團的編制通常包括主音吉他手、低音吉他手、鼓手與主唱。油漬搖滾還受到了一些獨立搖滾樂團如音速青年（Sonic Youth）的影響。油漬搖滾的歌詞通常充滿焦慮與内省，涉及社會異化、自我懷疑、虐待、忽視、背叛、社會與情感孤立、心理創傷和對自由的渴望等主題。
1980年代晚期，油漬搖滾風潮在西雅圖獨立唱片廠牌Sub Pop旗下漸成雛形。涅槃樂隊（Nirvana）的《從不介意》（Nevermind）、珍珠果醬（Pearl Jam）的《十全十美》（Ten）、愛麗絲囚徒的《穢土》（Dirt）和聲音花園的《未知》（Superunknown）等專輯的發行，使得油漬搖滾在1990年代前半葉在商業上取得巨大成功，並將另類搖滾樂的聲望推向高峰，于加利福尼亞州亦有樂隊組建，風潮其後擴散至美國的其餘各州與澳大利亞，許多樂團隨之建立起了强大的聽衆群體并與大廠牌簽約，油漬搖滾亦因此成為90年代最受歡迎的硬搖滾流派。然而，許多油漬搖滾樂團都因為對竄紅適應不良，而在1990年代晚期解散或淡出樂壇，話雖如此，他們的影響力仍左右著現代搖滾音樂的發展。他們的歌詞普遍將社會議題融合入流行文化，並引入了自省的元素與對自我價值的探索。油漬搖滾也影響了後期的音樂流派如後油漬搖滾（代表樂隊：Creed和Nickelback）與新金屬（代表樂隊：Korn 和 Limp Bizkit）。
許多因素導致了油漬搖滾影響力的下降。在90年代中後期，許多油漬搖滾樂團或解散或變得行蹤詭異。油漬搖滾的代表人物，涅槃樂隊的主唱科特·柯本（當時被譽爲“搖搖欲墜的西北的約翰·藍儂”）就曾受盡成名之苦，最終沉迷於海洛因，并於1994年自殺身亡，得年27歲。（但死因充滿疑點，因此自殺身亡的說法僅供參考）

## 名词来源
“grunge”（原意指“邋遢的”）一词最初被用来描述西雅图音乐人的记录可追溯至1987年7月，当时布鲁斯·帕文特（Bruce Pavitt）在Sub Pop的唱片目录中这样描述绿河乐队（Green River）的《乾透了》（Dry as Bone）迷你专辑：“沙砾般粗糙的人声，咆哮着的Marshall效果器，完全放纵，足以摧毁一代人价值观的grunge。”尽管“grunge”一词曾被用以描述60年代的乐队，这是它与来自西雅图的这刺耳泥泞之声的首次联系。让录音听起来更“干净”需要耗费大量的时间与金钱进行调整，所以对于这些西北部乐队来说，保留这些粗粝的声音，仅仅将音量调大，更能节约成本。因此而来的这种“脏兮兮”的声音，加之低预算，生疏的录音技术与专业精神的缺乏，这也许就是“grunge”一词的来源。
“西雅图场景”一词指代西雅图的另类音乐运动，它的形成与华盛顿大学和常青州立学院密不可分。常青州立学院是一所不采取绩点评分制的独特学校，同时也拥有自己的另类音乐电台。西雅图与洛杉矶的距离之远带来了其音乐性中可感知的纯粹。许多这些乐队的音乐都由西雅图的独立唱片厂牌Sub Pop录制，最终被打上“grunge”的标签。
“西雅图之声”一词则成为了音乐产业的营销噱头。1991年9月，涅槃乐队的《不介意》发行，使得主流视线纷纷转向西雅图的原创音乐。涅槃的主唱科特·柯本非常厌恶“grunge”一词，也轻视眼前正在崛起的音乐场景，他认为唱片公司正在把那些自称来自西雅图，假装为“grunge”的cock-rock乐队揽入怀中。
一些与该流派有关的乐队，如声音花园，珍珠酱和艾丽丝囚徒，也未曾认可这一标签，他们更倾向于把自己归类为“摇滚”乐队。声音花园乐队的本·谢泼德（Ben Shepherd）就称他“讨厌grunge一词”并且“讨厌与其被联系在一块儿。”西雅图音乐人杰夫·斯特森（Jeff Stetson）称，他在80年代晚期与90年代早期于西雅图巡演时，当地的音乐人并不会自称为“grunge”表演者或将自己的音乐风格称为“grunge”，而他们对此也不甚乐意。
《滚石》杂志指出该流派缺乏一个清晰的定义。罗伯特·罗斯（Robert Loss）也认同为“grunge”一词下定义的挑战艰巨，他称，即使他已几乎能讲述所有与“grunge”有关的故事，它们对提供清晰可行的定义也没有帮助Roy Shuker states that the term "obscured a variety of styles."。罗伊·舒克（Roy Shuker）称该词“忽略了风格的多样性”。斯特森认为grunge称不上为一场运动，“一个完整的音乐流派”或与80年代金属流行音乐发生互动的形式；他声称“grunge”一词为“大肆宣传下的不当用词”。斯特森称那些著名的油渍摇滚乐队（涅槃，珍珠酱，声音花园，艾丽丝囚徒，蜜浆和锤子盒（Hammerbox））实际上风格各异。《西雅图之声》一书的作者马克·亚姆（Mark Yarm）指出，油渍摇滚的各个乐队之间存在很大的差异，一些可归为朋克而另一些则基于重金属。

## 音樂風格
1984年，朋克摇滚乐队黑旗（Black Flag）拜访了全美各地的小城镇，将朋克音乐带到了这个国家的偏远地区。到了这个时候，他们的音乐变得缓慢又邋遢，听起来不像性手枪（Sex Pistols），而更像是黑色安息日（Black Sabbath）。克里斯特·诺沃斯里克（克里斯特·諾弗賽立克，即后来与涅槃合作的贝斯手）回忆起曾与讨厌精乐队（Melvins）一起观看其中一场表演，在此之后，讨厌精主唱巴兹·奥斯本（Buzz Osbourne）便开始创作由“缓慢而沉重的即兴重复段”构成的一种类似挽歌的音乐，这便是西北油渍摇滚的开端。讨厌精是早期油渍摇滚中最具影响力的乐队。Sub Pop制作人杰克·恩迪诺（Jack Endino）则将油渍摇滚描述为“受七十年代（音乐）影响，慢速的朋克音乐”。 
雷顿·比瑟（Leighton Beezer）曾在呕吐乐队（The Thrown Ups）中与马克·阿姆（Mark Arm）和史蒂夫·特纳（Steve Turner）一同合作，他说当他第一次听到绿河乐队演奏《到这来》（Come On Down）时，他意识到他们演奏的正是倒放的朋克摇滚乐。此外，他还指出，增五度音符曾被黑色安息日用以产生一种不祥之感，却并没有在朋克摇滚中被利用。在1996年的油渍摇滚电影纪录片《热潮！》（Hype!）中，比瑟在他的吉他上展示了朋克摇滚与油渍摇滚的区别。首先，他用琴颈以上的部分演奏了雷蒙斯乐队（The Ramones）的《洛克威沙滩》（Rockaway Beach）中的即兴重复段，然后又用琴颈以下的部分演奏了绿河的《到这来》。这两段旋律仅有几个音符之差，但声音却大相径庭。他采用相同的和弦，演奏相同的旋律，仅仅是将演奏部分移到琴颈以下从而使旋律听起来更阴沉，便成了油渍摇滚。
早期的油渍摇滚乐队也会从金属音乐中复制一段即兴重复段并将其速度放慢，倒着演奏，使其失真并埋藏在回授噪音中，最后再将用微弱旋律喊出的歌词置于其上。
油渍摇滚融合了朋克摇滚（特别是来自美国的硬核朋克乐队，如黑旗）和重金属（尤其是传统的，早期的重金属团体，如黑色安息日）的元素，而某些乐队会倾向于其中一种风格。艾利克斯·迪布拉西（Alex DiBlasi）认为独立摇滚是另一个关键起源，其中最显著的影响来自音速青年的“自由形式”（free-form）噪音。垃圾摇滚与朋克都具有一种原始，低解像（lo-fi）的声音和类似的情感内核，同时揉合了朋克音乐随意放肆和未经规训的演奏与表演方式。然而，油渍摇滚比朋克摇滚“更深沉，更阴暗”，它将朋克乐犹如肾上腺素推动的节奏降低到缓慢而“邋遢”的速度，并且加入了更多不和谐的和声。西雅图音乐记者查尔斯·R·克罗斯（Charles R. Cross）将“grunge”定义为一种由失真效果堆砌，音调较低和基于即兴重复段的摇滚形式，使用大音量的电吉他反馈与沉重，笨重的贝斯线来支撑其歌曲旋律。罗伯特·罗斯称油渍摇滚融合了“暴戾和速度，力量和旋律”，因此所有人都能够参与进来，包括女性音乐人。《VH1》作家丹·塔克（Dan Tucker）认为不同的油渍摇滚乐队受到了不同类型音乐的影响；涅槃汲取了朋克之长，珍珠酱受到经典摇滚的影响，而像声音花园和艾丽丝囚徒这样“沉闷，阴暗，重型的乐队”则带有险恶的金属音调。
油渍摇滚具有所谓的“丑陋审美”，无论是在失真电吉他的咆哮声还是在更为黑暗的情感表达中都有所体现。选择这条道路，既能够抵御在当时占主导地位的主流摇滚的“光滑”而又优雅的声音，又反映了摇滚创作者在他们身边所看到的丑陋之处，并为现实世界中不为人所知的“黑暗与堕落”发声。油渍摇滚音乐制作人杰克·恩迪诺和讨厌精乐队等一些影响油渍摇滚发展的关键人物指出，油渍摇滚融合了诸如亲吻乐队（Kiss）之类的重摇滚以作为“音乐上的挑衅”（musical provocation）。油渍摇滚音乐人通常认为这些乐队“俗气”却仍旧喜爱它们；讨厌精的巴兹·奥斯本将之视为乐队探寻边界的一种尝试。在90年代早期，涅槃的标志性“stop-start”歌曲形式以及柔和与大音量部分之间的频繁交替成为了这种流派的惯例。

## 代表乐队
| - 7 Year Bitch - 愛麗絲囚徒（Alice in Chains） - Blood Circus - 绿河乐队（Green River） - Gruntruck - Hammerbox - Love Battery - Mad Season - Malfunkshun - Melvins - Mono Men - Mother Love Bone - 蜜浆（Mudhoney） - My Sister's Machine - 涅槃樂隊（Nirvana） - 珍珠果酱乐队（Pearl Jam） - Screaming Trees - Skin Yard - 声音花园（Soundgarden） - Tad - Temple of the Dog - Truly - The U-Men | - 草東沒有派對 - 玩具城娃娃合唱團（Babes in Toyland，明尼蘇達州明尼亞波利斯） - The Fluid（科羅拉多州丹佛） - 洞穴乐队（Hole，加州洛杉磯） - L7合唱團（L7，加州洛杉磯） - The Nymphs（加州洛杉磯） - Paw（堪薩斯州勞倫斯） - Pond（奧勒岡州波特蘭） - 石廟嚮導合唱團（Stone Temple Pilots，加州聖地牙哥） |